# Halle de la Madeleine
La halle de la Madeleine est un ancien relais de poste patrimonial du centre-ville de Nantes datant du XIXe siècle.

## Situation et accès
Elle est située dans l'impasse Juton, qui ouvre sur la chaussée de la Madeleine.

## Historique
Réhabilitée en galerie, occupée par des locaux à usage professionnel, cette halle entre dans le cadre d'un cheminement piétonnier reliant l'impasse Juton aux rues Pélisson et des Olivettes, en traversant les jardins d'un ensemble immobilier baptisé « cours des Arts ».
Initialement construit en 1910, ce lieu de 1 200 m2 sert de garage à omnibus. Il est utilisé ultérieurement comme lieu de stockage pour la compagnie Royal de luxe.
Réhabilitée en 53 habitations et locaux d'activité, la halle est inaugurée sous sa forme actuelle, le 3 mai 2010, en présence de Jean-Marc Ayrault. Elle arbore une architecture colorée composée de matériaux modernes, tout en gardant son aspect historique avec charpentes et murs de pierres apparentes.
Le travail de réhabilitation mis en œuvre par les architectes d'« In Situ A&E » leur vaut, en 2012, le « Prix national de la construction bois », dans la catégorie « réhabilitation ».
Le bâtiment, abritant la « Cantine numérique », une pépinière d'entreprises, ainsi qu'un espace de co-working dans lequel travaillent une centaine de personnes, est détruit lors d'un violent incendie dans la soirée du 20 novembre 2016. Les premières constations de l'enquête privilégierait la piste d'un incendie criminel. Il devrait être reconstruit pour être de nouveau mis à disposition d'entreprise après deux ans de travaux. En attendant, la « Cantine numérique » a été installée au rez-de-chaussée et au premier étage d'un nouvel immeuble construit sur l'île de Nantes  baptisé « Unik », situé place des Érables.